# Labin (Prgomet)
Labin (ponegdje i Labin Dalmatinski, da bi ga se razlikovalo od Labina u Istri) naselje je u općini Prgomet u Splitsko-dalmatinskoj županiji.
Labin Dalmatinski zauzima površinu od 2124 ha.
Selo Labin nalazi se podno planine Labišnice, a od Kaštela je udaljeno 10 km u pravcu sjeverozapada. 
Ime sela potječe još od antičkih vremena i po tome je rijedak izuzetak u Zagori. Potvrdu kontinuiteta nalazimo već u latinskom spisu iz 1191. godine gdje se naziva Labena. Godine 1390. se navodi kao Albana seu Labena, a 1470. u mletačkom dokumentu zapisano je kao Albana.  
U kasnom srednjem vijeku selo je bilo u sastavu trogirskoga kotara, ali je pravno bilo vlasništvo splitske nadbiskupije.

## Stanovništvo
U Labinu Dalmatinskome žive Hrvati.
| broj stanovnika | 508   | 471   | 536   | 617   | 694   | 764   | 1100  | 881   | 762   | 769   | 733   | 497   | 276   | 173   | 102   | 97    | 98    |
|                 | 1857. | 1869. | 1880. | 1890. | 1900. | 1910. | 1921. | 1931. | 1948. | 1953. | 1961. | 1971. | 1981. | 1991. | 2001. | 2011. | 2021. |

## Poznate osobe
Najpoznatiji Labinjanin, porijeklom, bio skladatelj Zdenko Runjić. Njegovi roditelji su se upravo iz Labina odselili u vrijeme iza Drugog svjetskog rata u okolicu Nove Gradiške. 
Osim njega, iz zaseoka Opor-Botići, koji pripada Labinu, je porijeklom i hrvatski pjesnik i književnik Luka Botić.
Anđelko Runjić je bivši hrvatski političar. Obnašao je dužnost predsjednika Sabora SR Hrvatske. Bio je posljednja osoba koja je obnašala tu dužnost.

## Znamenitosti
Mujina pećina ili Jurina pećina je špilja u kaštelanskom zaleđu, u Labinskim dragama.
To je špiljsko arheološko nalazište sjeverno od Kaštela. Otkriveno je više slojeva s izrađevinama moustérienske kulture i životinjskim ostatcima, datiranima u srednji paleolitik (prije 40.000–45.000 god.). Prvo je sustavno iskopavano i kronometrijski datirano nalazište moustérienske kulture u Dalmaciji, važno za proučavanje života i prilagodbe neandertalaca na istočnom jadranskom prostoru.
Crkva sv. Silvestra, pape, u Labinu izgrađena je, kako stoji uklesano iznad vrata, 1870. godine umjesto starije koja je izgorjela u požaru.
Labinštica je planina u Trogirskoj Zagori pokraj Labina, po kojemu je i nazvana. Mještani je zovu Labišnica. Visoka je 701m.
Na Labinštici je u prvoj polovici šezdesetih godina XX stoljeća sagrađena velika radiotelevizijska odašiljačka postaja, koja je omogućila da se programi tadašnje Radiotelevizije Zagreb primaju i u Dalmaciji na 4. kanalu VHF-a za prvi program. Do 2010. se ljetnim mjesecima preko tog odašiljača mogao pratiti HTV1 i u sj. Europi kad su propagacije dopuštale. Također, nekada se znalo dogoditi da neki drugi daleki odašiljač (Npr. TVE1 koji je također imao odašiljač na 4. kanalu) nekima "sruši" sliku HTV1 na tom kanalu. Od 2006. je u funkciji i digitalni TV odašiljač na Labinštici, preko kojega program emitiraju HTV, Nova TV i RTL Televizija emitiraju program za televizore koji koriste tehnologiju DVB-T.
Na istoj planini je od 2010. i radarska postaja, jedna od deset koje čine Sustav za nadzor i upravljanje pomorskim prometom (VTMIS).
Željeznička postaja Labin Dalmatinski, važna postaja u željezničkom prometu u Dalmaciji. Nekada osnovna stanica u Dalmaciji, pogotovo tokom Drugog svjetskog rata. Koristili su je svi okupatori i saveznici prilikom transporta robe i ljudi.

## Gospodarstvo

### Promet
Kroz Labin prolazi pruga Split-Perković te županijska cesta Ž6091.

## Sport
- NK Seljak Labin